# مسجد جھان نما
مسجد جھان نما والمعروف أيضا باسم بالايام بالي (بالإنجليزية: the Palayam Pally) في مدينة تريفاندروم، يعد المسجد المسجد الرئيسي لمدينة تريفاندروم الواقعة في ولاية كيرلا في الهند، ويسمى أيضا مسجد جمعة بالايام وذلك لأن صلاة الجمعة تقام فيه، تم فيه دفن شهير من مشاهير الأدب الهندي وهو كامالا سوريا صاحب الاسم المستعار كامالا داس، ويعد المسجد الأكثر أهمية في منطقة ثيروفانانثابورام، وللمسجد معبد وكنيسة مسيحية مجاوره له.

## التاريخ
يعد المسجد مسجد تاريخي في تريفاندروم ويعود بنائه إلى عام 1813، عندما كانت تتمركز الكتيبة الثانية للجيش الهندي البريطاني في تريفاندروم تم تشيدت مسجد صغير في نفس مكان تمركز الجيش، وفي عام 1824 عندما تم نشر الفوج السادس في نفس المكان اشترى مكتب الفوج أرض مجاورة للمسجد وتم دمجها مع المسجد، وفي عام 1848 عندما جاء الفوج السادس عشر إلى نفس مكان المسجد قام بعمل تحسينات كبيرة في المسجد بما في ذلك بناء بوابة، والقيام بالترتيبات اللازمة لصيانة والحفاظ على المسجد، وعندما تمركزت أفواج أخرى في مكان المسجد قاموا بمزيد من التغييرات والتحسينات.
في وقت لاحق من عام 1960 اتخذ العديد من رجال الأعمال الخيريين والمسؤولين الحكوميين في تريفاندروم العديد من التحديثات على المسجد، وقاموا بتشيدت المسجد كما هو عليه الآن تحت قيادة قاضي وامام مولافي الإمام الشيخ أبي الحسن علي النوري، وتم افتتاح المسجد من قبل رئيس الهند الدكتور ذاكر حسين في عام 1967، ويعد الشيخ أبو الحسن علي النوري (1921 - 2011) مناضلا من أجل الحرية عالم متعدد اللغات والإمام الأول للمسجد والذي خدم فيه لقرابة عقدين (1959 - 1979)، وساعد في رفع مكانتها إلى الوقت الحاضر أثناء توليه منصب الإمام.

### أول امام
ولد الشيخ أبو الحسن علي في عام 1921 في تنكاسي، وتلقى تعليمه في رجبليام وتخرج من تانجور، ثم غادر لبورما فور تخرجه، بعد ذلك أصبح مدرسا في رانغون وكان يتقن تسع لغات من بينها العربية والأردية والفارسية والملايو والبورمية، وفي عام 1942 أصبح عضوا نشطا في حركة الإقلاع عن الهند في ولاية اوتار براديش ودلهي، وأصبح إماما عام 1952 في تنكاسي، في الفترة من عام 1959 وما لحقها من سنين وعلى مقربة من عقدين من الزمن كان إماما وخطيب مسجد جھان نما جمعة، وأصبح أيضا مصلح اجتماعي ومعلم، وكان مناصرة لتعليم المرأة ومنتقدا لنظام المهر ومتاصرا لتعزيز الخدمات المصرفية بدون فوائد.

## الوصلات الخارجية
- موقع المسجد على الخريطة .
- الموقع الرسمي للمسجد نسخة محفوظة 24 يوليو 2017 على موقع واي باك مشين. .